# Nicholas Windsor
Lord Nicholas Windsor (Nicholas Charles Edward Jonathan Windsor; nacido el 25 de julio de 1970) es el hijo menor del duque y de la duquesa de Kent, bisnieto del rey Jorge V y primo en segundo grado del rey Carlos III.

## Primeros años
Lord Nicholas Windsor nació en 1970 en el King's College Hospital, Londres, siendo el primer miembro de la Familia Real Británica en nacer en un hospital. Se le tituló como hijo menor de un duque, desde su nacimiento, como todos los bisnietos de un soberano británico por línea paterna. Tiene un hermano mayor, el conde de St. Andrews, y una hermana, Lady Helen Taylor. Fue bautizado el 11 de septiembre de 1970 en el Castillo de Windsor. Sus padrinos fueron Carlos, Príncipe de Gales y Donald Coggan, en ese momento Arzobispo de York y después Arzobispo de Canterbury.
Lord Nicholas estudió en Westminster School y en Harrow School. Más tarde asistiría a Harris Manchester College, Oxford, donde estudiaría Teología.

## Religión
En una ceremonia privada, en el 2001, fue recibido en la Iglesia católica, y por lo tanto perdió su derecho a la sucesión al Trono. El Acta de Establecimiento excluye de la sucesión a católicos pasados o presentes, y a aquellos que se casen con católicos. En el 2001, Lord Nicolás se convertiría en el primer hombre de sangre real en convertirse al catolicismo desde que Carlos II lo hiciera en su lecho de muerte en 1685. Un número de miembros del Parlamento felicitó a Lord Nicolás por su matrimonio en el 2006 como "el primer matrimonio público y legal dentro de los ritos de la Iglesia Católica de un miembro de la Familia Real desde el matrimonio de la reina María I y Felipe II de España en 1554" y , posteriormente, presentaron un Early Day Motion para felicitar el bautismo de su primer hijo Alberto señalando "que fue el primer miembro de la Familia Real en ser bautizado como católico desde 1688 con la llamada Revolución Gloriosa cuando Jacobo II fue expulsado de la Corona y del país a causa del bautismo de su hijo, el Viejo Pretendiente". 
El 14 de julio de 2011, fue nombrado vicepresidente honorario del Ordinariato Personal de Nuestra Señora de Walsingham, que acoge a anglicanos conversos al catolicismo.

## Matrimonio y descendencia
Lord Nicholas Windsor conoció a su futura esposa, Paola Doimi de Lupis, en una fiesta en Nueva York en 1999 para celebrar el Milenio. Se comprometieron en julio del 2006. Se casaron el 4 de noviembre de 2006 en la Iglesia de San Esteban de los abisinios en la Ciudad del Vaticano, después de una ceremonia civil el 19 de octubre de 2006 en una oficina de registro en Londres, convirtiéndose en Lady Nicolás Windsor. Esta fue la primera vez que un miembro de la Familia Real Británica se casó en la Ciudad del Vaticano. Como lo requiere el Acta de Matrimonios Reales de 1772, el Consejo Privado del Reino Unido dio el consentimiento para el matrimonio.
Su primer hijo, Albert Louis Philip Edward Windsor, nació el 22 de septiembre de 2007 en el Hospital de Chelsea y Westminster, Londres. El joven Windsor es el primero en llevar el nombre de Alberto desde el rey Jorge VI, pero la pareja ha expresado que fue llamado Alberto en honor de San Alberto Magno, según algunos informes, mientras que su segundo nombre, Felipe, le fue puesto en honor de San Felipe Neri. Los nombres de Luis y Eduardo les fueron puestos en honor de sus abuelos materno y paterno, respectivamente. Su segundo hijo, Leopold Ernest Augustus Guelph Windsor, nació el 8 de septiembre de 2009 en el mismo hospital. Un tercer hijo, Louis Arthur Nicholas Felix Windsor, nació el 27 de mayo de 2014. Todos sus hijos han sido bautizados como católicos.

## Trabajo de caridad
En el 2007, Lord Nicholas aceptó la invitación para convertirse en Patrón de Bromley Mind.
Lord Nicholas ha trabajado en el Consejo de Refugiados de Londres, del Fideicomiso DePaul. Fue miembro invitado del Centro de Ética y Política Pública en Washington D. C. por invitación de George Weigel en 2008. Es administrador de la Biblioteca Nacional Católica y The Right to Life Charitable Trust.
Escribió para la revista estadounidense "First Things" sobre el tema del aborto, un artículo que fue inscrito en el Registro del Congreso de los Estados Unidos por el congresista Chris Smith.
En el 2011, Lord Nicholas fue designado a la Academia Pontificia para la Vida. Es co-signatario de los Artículos de San José, que consideran la protección del niño por nacer. Se rumoreaba que podría ser considerado para el puesto de embajador del Reino Unido ante la Santa Sede para el 2010.
Lord Nicholas fue recientemente nombrado Director con sede en Roma del Instituto Dignitatis Humanae.

## Sucesión
| Precedido por: Edward Windsor, Lord Downpatrick | Sucesión al Ducado de Kent 3 | Sucesor: Albert Louis Windsor |